# Glenea papuensis
Glenea papuensis é uma espécie de escaravelho da família Cerambycidae. Foi descrita por Charles Joseph Gahan em 1897.  É conhecida a sua existência na Indonésia.

## Subespecie
- Glenea papuensis bivittipennis Breuning, 1958
- Glenea papuensis papuensis Gahan, 1897